# Epicalamus phalaridis
Epicalamus phalaridis är en tvåvingeart som beskrevs av Sylven 1997. Epicalamus phalaridis ingår i släktet Epicalamus och familjen gallmyggor. Inga underarter finns listade i Catalogue of Life.